# Marktbeherrschende Stellung
Dieser Artikel wurde aufgrund inhaltlicher und/oder formaler Mängel auf der Qualitätssicherungsseite des Portals Wirtschaft eingetragen. 
Du kannst helfen, indem du die dort genannten Mängel beseitigst oder dich an der Diskussion beteiligst.
Marktbeherrschende Stellung ist ein Begriff des Kartellrechts. Er bezeichnet eine Situation, in der ein Unternehmen keinem oder nur ungenügendem Wettbewerbsdruck ausgesetzt ist. Die genaue Definition unterscheidet sich je nach Gesetzgebung. Ein Unternehmen kann als Anbieter oder Nachfrager marktbeherrschend sein. Es besteht die Möglichkeit, dass auf einem Markt mehrere Unternehmen gemeinsam eine marktbeherrschende Stellung besitzen. In diesem Fall wird von gemeinsamer bzw. kollektiver Marktbeherrschung gesprochen.

## Deutschland
Nach der Legaldefinition des § 18 Abs. 1 GWB ist ein Unternehmen marktbeherrschend, „soweit es als Anbieter oder Nachfrager einer bestimmten Art von Waren oder gewerblichen Leistungen auf dem sachlich und räumlich relevanten Markt ohne Wettbewerber ist (Monopol; d. Verf.), keinem wesentlichen Wettbewerb ausgesetzt ist (Teilmonopol; d. Verf.) oder eine im Verhältnis zu seinen Wettbewerbern überragende Marktstellung hat.“ Um eine Marktstellung handelt es sich in der Volkswirtschaftslehre stets dann, wenn einer der Marktteilnehmer aufgrund des Preisbildungsprozesses Differentialrenten erzielen kann.
Als Indizien für die Herleitung einer beherrschenden Marktstellung werden der Marktanteil, die Finanzkraft des Unternehmens, dessen Zugang zu wettbewerbsrelevanten Marktdaten und der Zugang zu den Beschaffungs- oder Absatzmärkten herangezogen. Relevant sind auch die  Verflechtungen mit anderen Unternehmen, rechtliche oder tatsächliche Marktzutrittsschranken für andere Unternehmen, der tatsächliche oder potenzielle Wettbewerb durch Unternehmen, die Fähigkeit, das Angebot oder die Nachfrage auf andere Waren oder gewerbliche Leistungen umzustellen sowie die Möglichkeit der Marktgegenseite, auf andere Unternehmen auszuweichen (§ 18 Abs. 3 GWB). Auch Netzwerkeffekte, Wechselkosten oder Größenvorteile aus Netzwerkeffekten werden für die Beurteilung der Marktstellung berücksichtigt (§ 18 Abs. 3a GWB). Die marktbeherrschende Stellung eines Unternehmens wird widerleglich bei einem Marktanteil von 40 % vermutet (§ 18 Abs. 4 GWB). Gemäß § 18 Abs. 6 GWB ist die widerlegliche Vermutung für eine Marktbeherrschung außerdem in den Fällen normiert, in denen die Gesamtheit von höchstens drei Unternehmen einen Marktanteil von 50 % erreicht, oder aber die Gesamtheit von höchstens fünf Unternehmen 2/3 des Marktes auf sich vereint. Der Marktanteil ist dabei in der Regel nach dem Umsatzerlös zu bestimmen, nur subsidiär ist auf die Absatzzahlen abzustellen. Die Obliegenheit der Bestimmung der Marktverhältnisse liegt bei der Kartellbehörde und dem Kartellgericht. Mängel einer hinreichenden Aufklärung, setzen die Voraussetzungen der Vermutung in Gang.
Der Missbrauch der Marktbeherrschung ist gemäß § 19 GWB verboten. Die Norm zählt dazu Regelbeispiele auf. Tatbestandliche Verletzungen führen zur Missbrauchsaufsicht. Im Rahmen der Zusammenschlusskontrolle ist gemäß § 36 GWB ein Unternehmenszusammenschluss vom Bundeskartellamt zu untersagen, wenn zu erwarten ist, dass eine marktbeherrschende Stellung begründet oder verstärkt wird.

## Schweiz
Im Schweizer Bundesgesetz über Kartelle und andere Wettbewerbsbeschränkungen vom 6. Oktober 1995 (Kartellgesetz, KG, SR 251) gelten als marktbeherrschende Unternehmen einzelne oder mehrere Unternehmen, welche auf einem Markt in der Lage sind, sich von anderen Marktteilnehmern (Mitbewerbern, Anbietern oder Nachfragern) in wesentlichem Umfang unabhängig zu verhalten (Art. 4 Abs. 2 KG). In der am 1. April 2004 in Kraft getretenen Revision des Kartellgesetzes wurde die Klammerformulierung „(Mitbewerbern, Anbietern oder Nachfragern)“ eingefügt. Ob dieser Einschub eine Präzisierung oder eine Ausweitung des Marktbeherrschungsbegriffs (auf sog. relative Marktbeherrschung) darstellt, ist in der Lehre strittig. Vermutungstatbestände in Bezug auf die marktbeherrschende Stellung kennt das Schweizer Kartellgesetz nicht.

## Europäische Union
Mit dem EU-Binnenmarkt unvereinbar und verboten ist gemäß Art. 102 AEUV die missbräuchliche Ausnutzung einer beherrschenden Stellung auf dem Binnenmarkt oder auf einem wesentlichen Teil desselben durch ein oder mehrere Unternehmen, soweit dies dazu führen kann, den Handel zwischen EU-Mitgliedstaaten zu beeinträchtigen. Diese Vorschrift zählt in einer – nicht abschließenden – Aufzählung vier Missbrauchstatbestände auf, darunter die unmittelbare oder mittelbare Erzwingung von Einkaufs- oder Verkaufspreisen oder Geschäftsbedingungen (Ausbeutungsmissbrauch). Auch die gezielte Unterbietung von Preisen (Behinderungsmissbrauch) oder die Verweigerung des Zugangs zu Infrastruktureinrichtungen (Strukturmissbrauch) gehören dazu.
Marktbeherrschung ist im Gemeinschaftsrecht definiert als die wirtschaftliche Machtstellung eines Unternehmens, die dieses in die Lage versetzt, die Aufrechterhaltung eines wirksamen Wettbewerbs auf dem relevanten Markt zu verhindern, indem sie ihm die Möglichkeit verschafft, sich seinen Wettbewerbern, seinen Abnehmern und letztendlich den Verbrauchern gegenüber in einem nennenswerten Umfang unabhängig zu verhalten.
Selbst wahre Tatsachenbehauptungen über Wettbewerber können unter bestimmten Voraussetzungen einen Missbrauch der marktbeherrschenden Stellung darstellen. Jüngst teilte hierzu die EU-Kommission mit, dass gegen das Unternehmen Teva ein Verfahren eingeleitet wurde, welches unter anderem eine Verunglimpfung des generischen Wettbewerbs durch eine gezielte Kommunikationskampagne untersucht.

## Missbrauchsfälle

### Deutschland
Im April 2002 untersagte das Bundeskartellamt die Übernahme der Ruhrgas AG durch E.ON; eine Ministererlaubnis ermöglichte jedoch daraufhin das Vorhaben. Wegen der Verstärkung von marktbeherrschenden Stellungen untersagte das Bundeskartellamt am 19. Januar 2006 die Übernahme der ProSiebenSat.1 Media AG durch den Axel Springer Verlag. Daraufhin gab der Axel Springer Verlag am 31. Januar 2006 bekannt, von der Übernahme Abstand zu nehmen.
Im Oktober 2014 verfügte die Bundesnetzagentur gegen ein Nachfolgeunternehmen der Deutschen Bundespost, die Media Broadcast GmbH als marktbeherrschendes Unternehmen im UKW-Rundfunkmarkt eine Regulierungsverfügung um erstmals Wettbewerb in diesem Markt zu ermöglichen.

### Schweiz
In einer Verfügung vom 5. März 2001 stellte die Wettbewerbskommission fest, dass die Freiburger Elektrizitätswerke eine marktbeherrschende Stellung bei der regionalen Stromverteilung missbrauchen, indem sie sich weigern, Strom des Konkurrenzunternehmens Watt über ihr Netz zu leiten. Der Entscheid wurde vom Bundesgericht am 17. Juni 2003 gestützt.
Swisscom Mobile wurde von der Wettbewerbskommission am 5. Februar 2007 mit einer Sanktion von 333 Millionen Franken belegt, weil sie im Zeitraum vom 1. April 2004 bis 31. Mai 2005 durch das Verlangen von unangemessen hohen Terminierungsgebühren eine marktbeherrschende Stellung bei der Terminierung von Anrufen auf ihre Mobilfunknetz missbraucht habe.

### EU
Im Juni 2020 hielt der Bundesgerichtshof (BGH) die Marktmacht des sozialen Netzwerks Facebook für eine marktbeherrschende Stellung. Ihm genügte ein kausaler Zusammenhang zwischen der Marktbeherrschung und dem Marktergebnis (Ergebniskausalität), „wenn aufgrund der besonderen Marktbedingungen das Verhalten des marktbeherrschenden Unternehmens zu Marktergebnissen führe, die bei funktionierendem Wettbewerb nicht zu erwarten wären, und zudem das beanstandete Verhalten nicht nur eine Ausbeutung darstellt, sondern gleichzeitig auch geeignet ist, den Wettbewerb zu behindern.“
Im September 2022 verhängte der EuGH ein Bußgeld in Höhe von 4,1 Milliarden Euro gegen Google. Das von Google für Smartphones entwickelte Betriebssystem Android hat einen Weltmarktanteil von rund 80 %, weswegen 2018 Kartellbehörden Google vorgeworfen hatten, den Herstellern von Android-Mobilgeräten und den Mobilfunknetzbetreibern rechtswidrige Beschränkungen aufzuerlegen, um die marktbeherrschende Stellung der Suchmaschine zu zementieren.